# 宗教思想
宗教思想是研究「宗教學」例如「宗教人類學」或「宗教心理學」用人類學方法心理方法及解釋框架應用於宗教傳統、宗教本身及個人的科學觀念、與世界觀、宇宙觀。這些科學嘗試透過人類學心理學來準確描述「宗教思想」及行為的本身、社會背景、起源、分析、比較及所涉及的應用、作為、目的、發展、普世價值、社會影響等，這類研究有時彼此混用並沒有明顯方法界線。

## 參看
- 宗教學
- 宗教心理學
- 宗教人類學

## 外部連結
- Psychology of religion pages（页面存档备份，存于）(宗教的心理)
- Varieties of Religious Experience, a Study in Human Nature by William James
- Psychology of Religious Doubt
- Psychology of religion in Germany（页面存档备份，存于）
- International Association for the Scientific Study of Religion（页面存档备份，存于）